# Quamtana knysna
Quamtana knysna är en spindelart som beskrevs av Huber 2003. Quamtana knysna ingår i släktet Quamtana och familjen dallerspindlar. Inga underarter finns listade i Catalogue of Life.